# Східниця (гміна)
Гміна Східниця — колишня (1934—1939 рр.) сільська ґміна Дрогобицького повіту Львівського воєводства Польської республіки (1918—1939) рр. Центром гміни було містечко Східниця.

1 серпня 1934 р. було створено ґміну Східниця в Дрогобицькому повіті. Гміна була утворена на основі попередньої сільської гміни  Східниця.
В 1934 р. територія ґміни становила 21,98 км².  
Населення ґміни станом на 1931 рік становило 3812 осіб. Налічувалось 501 житлових будинків.